# Batlug
Batlug är en ort i Kroatien.   Den ligger i länet Istrien, i den västra delen av landet, 170 km väster om huvudstaden Zagreb. Batlug ligger 384 meter över havet och antalet invånare är 142.
Terrängen runt Batlug är kuperad österut, men västerut är den platt. Runt Batlug är det ganska glesbefolkat, med 34 invånare per kvadratkilometer. Närmaste större samhälle är Labin, 13,6 km sydost om Batlug. Omgivningarna runt Batlug är en mosaik av jordbruksmark och naturlig växtlighet.